# Urophora egestata
Urophora egestata är en tvåvingeart som först beskrevs av Erich Martin Hering 1953.  Urophora egestata ingår i släktet Urophora och familjen borrflugor. Inga underarter finns listade i Catalogue of Life.